# Sreten Dragojlović
Sreten Dragojlović (en serbe : Сретен Драгојловић), né le 6 mai 1938, à Kraljevo, au Royaume de Yougoslavie, est un ancien joueur yougoslave de basket-ball.

## Palmarès
- Finaliste du championnat d'Europe 1961
- Vainqueur des Jeux méditerranéens de 1959